# Marta Marrero
Marta Marrero (16 januari 1983) is een voormalig tennisspeelster uit Spanje.
Zij begon op zevenjarige leeftijd met tennis. Op haar vijftiende werd zij professional. In 2000 bereikte zij de kwartfinale van Roland Garros, maar zij kwam ook uit op de andere grandslamtoernooien. In de periode 2002–2005 vertegenwoordigde zij haar land in de Fed Cup – in 2004 speelde zij met het Fed Cup-team in de halve finale van Wereldgroep I. In 2004 bereikte zij haar hoogste positie op de wereldranglijst, als 47e. In 2010 ging zij met pensioen, vanwege aanhoudende blessures.

## Posities op deWTA-ranglijst
Positie per einde seizoen:
| jaartal | ranking enkelspel | ranking dubbelspel |
| ------- | ----------------- | ------------------ |
| 2009    | 368               | 415                |
| 2008    | 451               | 301                |
| 2007    | 197               | 132                |
| 2005    | 278               | 89                 |
| 2004    | 47                | 60                 |
| 2003    | 109               | 133                |
| 2002    | 86                | 106                |
| 2001    | 61                | 124                |
| 2000    | 70                | 367                |
| 1999    | 145               | 357                |
| 1998    | 350               | 582                |

## Palmares
| Legenda                |
| ---------------------- |
| Grandslamtoernooi      |
| Olympische Spelen      |
| Year-End Championships |
| Tier I                 |
| Tier II                |
| Tier III               |
| Tier IV & V            |

### WTA-finaleplaatsen enkelspel
Geen.

### WTA-finaleplaatsen vrouwendubbelspel
| nr.              | finaledatum | toernooi      | ondergrond | partner                 | tegenstandsters                                     | score         |         |
| ---------------- | ----------- | ------------- | ---------- | ----------------------- | --------------------------------------------------- | ------------- | ------- |
| Gewonnen finales |             |               |            |                         |                                                     |               |         |
| 1.               | 2004-08-14  | WTA Sopot     | gravel     | Nuria Llagostera Vives  | Klaudia Jans Alicja Rosolska                        | 6-4, 6-3      | details |
| 2.               | 2005-05-21  | WTA Istanbul  | gravel     | Antonella Serra Zanetti | Daniela Klemenschits Sandra Klemenschits            | 6-4, 6-0      | details |
| Verloren finales |             |               |            |                         |                                                     |               |         |
| 1.               | 2001-08-05  | WTA Bazel     | gravel     | Joannette Kruger        | María José Martínez Sánchez Anabel Medina Garrigues | 6-7, 2-6      | details |
| 2.               | 2004-10-03  | WTA Hasselt   | tapijt (i) | Nuria Llagostera Vives  | Jennifer Russell Mara Santangelo                    | 3-6, 5-7      | details |
| 3.               | 2005-07-31  | WTA Boedapest | gravel     | Lourdes Domínguez Lino  | Émilie Loit Katarina Srebotnik                      | 1-6, 6-3, 2-6 | details |

## Prestatietabel grandslamtoernooien
| Legenda | Legenda                          |
| ------- | -------------------------------- |
| g.t.    | geen toernooi gehouden           |
| l.c.    | lagere categorie                 |
| –       | niet deelgenomen                 |
| G       | uitgeschakeld in de groepsfase   |
| 1R      | uitgeschakeld in de eerste ronde |
| 2R      | uitgeschakeld in de tweede ronde |
| 3R      | uitgeschakeld in de derde ronde  |
| 4R      | uitgeschakeld in de vierde ronde |
| KF      | uitgeschakeld in de kwartfinale  |
| HF      | uitgeschakeld in de halve finale |
| F       | de finale verloren               |
| W       | het toernooi gewonnen            |
| w-v     | winst/verlies-balans             |

### Enkelspel
| Toernooi        | 2000 | 2001 | 2002 | 2003 | 2004 | 2005 | w-v |
| --------------- | ---- | ---- | ---- | ---- | ---- | ---- | --- |
| Australian Open | –    | 4R   | 2R   | 2R   | 1R   | 1R   | 5-5 |
| Roland Garros   | KF   | 3R   | 2R   | 1R   | 2R   | 1R   | 8-6 |
| Wimbledon       | –    | 2R   | 2R   | 1R   | 1R   | 1R   | 2-5 |
| US Open         | 1R   | 1R   | 1R   | 1R   | 1R   | –    | 0-5 |

### Vrouwendubbelspel
| Toernooi        | 2002 | 2003 | 2004 | 2005 |    | 2007 | w-v |
| --------------- | ---- | ---- | ---- | ---- | -- | ---- | --- |
| Australian Open | 1R   | 1R   | 1R   | 1R   | –  | 0-4  |     |
| Roland Garros   | 2R   | 2R   | –    | 2R   | –  | 3-3  |     |
| Wimbledon       | 1R   | 1R   | –    | 1R   | –  | 0-3  |     |
| US Open         | 1R   | 1R   | 2R   | 2R   | 2R | 3-5  |     |